# Mouriri peruviana
Mouriri peruviana är en tvåhjärtbladig växtart som beskrevs av Thomas Morley. Mouriri peruviana ingår i släktet Mouriri och familjen Melastomataceae. Inga underarter finns listade i Catalogue of Life.